# Гасталд
Гасталд (на латински: gastaldus, castaldus; на италиански: gastaldo, guastaldo, gastald) е висша титла най-вече в лангобардското кралство за управляващ административен окръг (gastaldia или castaldia) висш кралски васален служебен феодал (вид княз назначен пряко от суверена) натоварен с упражняването на граждансксата, военната и съдебната власт над определения му регион. Виден гасталд на Италийскя полуостров е аспаруховия брат Алцек. Терминът продължава да се среща в италийските земи чак до края на Венецианската република, но за различни длъжности с много по-малки правомощия.